# Neuseeländische Badmintonmeisterschaft 1955
Die Neuseeländische Badmintonmeisterschaft 1955 fand vom 20. bis zum 27. August 1955 in Oamaru statt. Es war die 22. Austragung der Badmintonmeisterschaften von Neuseeland. 

## Titelträger
| Disziplin    | Sieger                           |
| ------------ | -------------------------------- |
| Herreneinzel | Jeffrey Robson                   |
| Dameneinzel  | Sonia Cox                        |
| Herrendoppel | Jeffrey Robson A. Lawrence Scott |
| Damendoppel  | Heather Robson Sonia Cox         |
| Mixed        | Jeffrey Robson Heather Robson    |